# Чинардере
Чинардере (Яворица) е река в Южна България, област Пловдив, ляв приток на река Мечка от басейна на Марица. Тече през общини Асеновград и Първомай. Дължината ѝ е 31 km. Отводнява крайните североизточни разклонения на Добростанския рид в Западните Родопи и западната част на Хасковската хълмиста област.

## География
Река Чинардере извира на 1195 m н.в. от северното подножие на връх Сини връх (1536 m), в най-източната част на рида Добростан в Западните Родопи. До село Тополово тече на север в дълбока и залесена долина с много голям надлъжен наклон. След селото завива на североизток, навлиза в западната част на Хасковската хълмиста област и долината ѝ се разширява. След село Нови извор продължава на североизток през Горнотракийската низина и на 900 m североизточно от село Поройна се влива отляво в река Мечка, на 171 m н.в.
Площта на водосборния басейн на реката е 92 km2, което представлява 33,1% от водосборния басейн на река Мечка.
Основни притоци: → ляв приток, ← десен приток
- ← Майкаджикдере
- → Домуздере

Реката е с дъждовно подхранване, като максимумът е през март, а минимумът – август. Среден годишен отток при село Дълбок извор 0,44 m3/s.
По течението на реката са разположени 4 села:
- Община Асеновград – Тополово, Нови извор;
- Община Първомай – Дълбок извор, Поройна.

В Хасковската хълмиста област и Горнотракийската низина водите ѝ се използват за напояване – язовир „Леново".
По долината на реката преминава участък от 3,6 km (от Поройна до Дълбок извор) от третокласен път № 667 от Държавната пътна мрежа Плодовитово – Първомай – Асеновград.

## Топографска карта
- Лист от карта K-35-63. Мащаб: 1 : 100 000.
- Лист от карта K-35-75. Мащаб: 1 : 100 000.